# Озеро Настойчивости
О́зеро Насто́йчивости (лат. Lacus Perseverantiae) — небольшое лунное море в восточной части видимого лунного диска, южнее Моря Кризисов.
Селенографические координаты 7°47′ с. ш. 61°55′ в. д. / 7,78° с. ш. 61,91° в. д., диаметр около 71 км. К юго-востоку от озера расположен кратер Фирмик.